# Polistes dominicus
Polistes dominicus är en getingart som först beskrevs av Jean Nicolas Vallot 1802.  Polistes dominicus ingår i släktet pappersgetingar, och familjen getingar. Inga underarter finns listade i Catalogue of Life.